# MotoGP ulsteri nagydíj
A MotoGP Északír Nagydíja a MotoGP egy korábbi versenye, melyet 1949 és 1971 között rendeztek meg Dundrod utcái pályán.

## Győztesek
| Year | 125 cm³ győztes              | 250 cm³ győztes               | 350 cm³ győztes              | 500 cm³ győztes              |
| ---- | ---------------------------- | ----------------------------- | ---------------------------- | ---------------------------- |
| 1949 | -                            | Maurice Cann (Moto Guzzi)     | Freddie Frith (Velocette)    | Les Graham (AJS)             |
| 1950 | Carlo Ubbiali (Mondial)      | Maurice Cann (Moto Guzzi)     | Bob Foster (Velocette)       | Geoff Duke (Norton)          |
| 1951 | Cromie McCandless (Mondial)† | Bruno Ruffo (Moto Guzzi)      | Geoff Duke (Norton)          | Geoff Duke (Norton)          |
| 1952 | Cecil Sandford (MV Agusta)   | Maurice Cann (Moto Guzzi)     | Ken Kavanagh (Norton)        | Cromie McCandless (AJS)      |
| 1953 | Werner Haas (NSU)            | Reg Armstrong (NSU)           | Ken Mudford (Norton)         | Ken Kavanagh (Norton)        |
| 1954 | Rupert Hollaus (NSU)         | Werner Haas (NSU)             | Ray Amm (Norton)             | Ray Amm (Norton)‡            |
| 1955 | -                            | John Surtees (NSU)            | Bill Lomas (Moto Guzzi)      | Bill Lomas (Moto Guzzi)      |
| 1956 | Carlo Ubbiali (MV Agusta)    | Luigi Taveri (MV Agusta)      | Bill Lomas (Moto Guzzi)      | John Hartle (Norton)         |
| 1957 | Luigi Taveri (MV Agusta)     | Cecil Sandford (Mondial)      | Keith Campbell (Moto Guzzi)  | Libero Liberati (Gilera)     |
| 1958 | Carlo Ubbiali (MV Agusta)    | Tarquinio Provini (MV Agusta) | John Surtees (MV Agusta)     | John Surtees (MV Agusta)     |
| 1959 | Mike Hailwood (Ducati)       | Gary Hocking (MZ)             | John Surtees (MV Agusta)     | John Surtees (MV Agusta)     |
| 1960 | Carlo Ubbiali (MV Agusta)    | Carlo Ubbiali (MV Agusta)     | John Surtees (MV Agusta)     | John Hartle (MV Agusta)      |
| 1961 | Takahasi Kunimicu (Honda)    | Bob McIntyre (Honda)          | Gary Hocking (MV Agusta)     | Gary Hocking (MV Agusta)     |
| 1962 | Luigi Taveri (Honda)         | Tommy Robb (Honda)            | Jim Redman (Honda)           | Mike Hailwood (MV Agusta)    |
| 1963 | Hugh Anderson (Suzuki)       | Jim Redman (Honda)            | Jim Redman (Honda)           | Mike Hailwood (MV Agusta)    |
| 1964 | Hugh Anderson (Suzuki)       | Phil Read (Yamaha)            | Jim Redman (Honda)           | Phil Read (Norton)           |
| 1965 | Ernst Degner (Suzuki)        | Phil Read (Yamaha)            | Frantisek Stastny (Jawa)     | Dick Creith (Norton)         |
| 1966 | Luigi Taveri (Honda)         | Ginger Molloy (Bultaco)       | Mike Hailwood (Honda)        | Mike Hailwood (Honda)        |
| 1967 | Bill Ivy (Yamaha)            | Mike Hailwood (Honda)         | Giacomo Agostini (MV Agusta) | Mike Hailwood (Honda)        |
| 1968 | Bill Ivy (Yamaha)            | Bill Ivy (Yamaha)             | Giacomo Agostini (MV Agusta) | Giacomo Agostini (MV Agusta) |

| Year | 50 cc               | 250 cc                   | 350 cc                       | 500 cc                       |
| ---- | ------------------- | ------------------------ | ---------------------------- | ---------------------------- |
| 1969 | Angel Nieto (Derbi) | Kel Carruthers (Benelli) | Giacomo Agostini (MV Agusta) | Giacomo Agostini (MV Agusta) |
| 1970 | Angel Nieto (Derbi) | Kel Carruthers (Yamaha)  | Giacomo Agostini (MV Agusta) | Giacomo Agostini (MV Agusta) |
| 1971 | -                   | Ray McCullough (Yamaha)  | Peter Williams (MZ)          | Jack Findlay (Suzuki)        |

† A versenyen csak 4 induló volt, így végül nem számított bele a pontversenybe.
‡ A versenyt a rossz időjárás miatt félbeszakították, és nem számított bele a pontversenybe.

## Külső hivatkozások
- Hivatalos weboldal
- Történet
- Támogatói klub